# 清帝大婚
清帝大婚是指清朝皇帝在位期间举行的婚礼。在中國皇帝結婚稱之為「大婚」，清朝皇帝舉行大婚共有四次，分別在順治、康熙、同治、光緒期間舉行。

## 历史
有清一代僅顺治帝（两次）、康熙帝、同治帝和光绪帝等四位皇帝是在幼年即位，并在宫中结婚和册立皇后。雍正帝、乾隆帝、嘉庆帝、道光帝和咸丰帝在即位前就已经结婚，並在即位後將嫡福晋册立为皇后，不再另外舉行大婚儀典。清遜帝溥仪直到民国十年（1921年）方於紫禁城舉行大婚儀典，洞房依照傳統在坤宁宫，但因舉行大婚時溥儀已遜位，因此相較於過去曾舉行大婚的清朝皇帝而言，溥儀的大婚儀典规模較小，花费也較少。
- 顺治八年（1651年）八月，由攝政王多爾袞做主，順治帝举行大婚典礼並册立表姊妹(長舅科尔沁和硕卓哩克图亲王乌克善之女)博尔济吉特氏为皇后。由於皇后人選乃多爾袞所決定，順治帝成長後又一向對多爾袞的攝政感到不满，因而在多爾袞於順治七年（1650年）逝世後，順治帝於顺治十年（1653年）八月廢后。顺治十一年（1654年）六月，顺治帝冊立二舅的孙女博尔济吉特氏为繼后，是為孝惠章皇后[4]。

- 康熙四年九月初八（1665年10月22日），由孝莊太后做主，康熙帝举行大婚典礼，册立輔政大臣索尼的孙女、内大臣噶布喇的女儿赫舍里氏为皇后，是为孝诚仁皇后。[5]

- 同治十一年九月十五日（1872年10月16日），由慈安太后、慈禧太后做主，同治帝举行大婚典礼，冊立翰林院侍讲崇绮之女阿鲁特氏为皇后，是为孝哲毅皇后。[6]

- 光绪十五年（1889年）正月，由慈禧太后做主，光绪帝举行大婚典礼，册立慈禧太后的姪女叶赫那拉氏为皇后，是为孝定景皇后。[7]

清帝的大婚，不但礼节繁琐，且花费巨大，如同治大婚花费1100万两白银、光绪大婚花费550万两白银。

## 婚礼过程

### 大婚典礼前
皇后选定后，会有专门的使臣到未来皇后家行所谓的定婚纳采礼。在迎接皇后进宫前，皇帝要派官员祭告天地、太庙，派使臣持节送迎亲礼物到皇后家，行“大徵禮”（可參考根據清史稿卷的記載，「大徵」禮的部分）

### 大婚典礼
大婚当天，皇帝换上礼服，然后到慈宁宫向皇太后行礼，之后到太和殿举行大朝典礼，派遣使臣持节到皇后的娘家行册立皇后礼，迎皇后入宫。
顺治帝和康熙帝大婚时，皇后的凤舆(轿)在仪仗队伍和官员的簇拥下，经大清门进入午门、太和门中门，在太和殿台阶前下轿，步行到坤宁宫与皇帝行合卺礼。同治和光绪两个皇帝结婚时，凤舆经太和殿的中左门、后左门、乾清门，直到乾清宫才下轿。皇后步行经交泰殿到坤宁宫。
皇后到达坤宁宫，进入东暖阁的大婚洞房。按预定时辰，皇帝和皇后面对面坐在南窗内的炕下进合卺宴，行合卺礼。
第二天，皇帝和皇后要到景山的寿皇殿，拜祭清代列祖列宗画像。
第三天，皇帝和皇后分别到慈宁宫拜见皇太后。之后皇帝会在太和殿举行庆贺典礼，接受官员和外国使者的祝贺。当天皇帝在太和殿，皇后在慈宁宫分别举行宴会，宴请皇后父母和宗室王公大臣，赏赐礼物。

### 典礼过后
大婚典礼完成后，皇后会住到东六宫或者西六宫。皇帝会住在乾清宫（顺治、康熙）或者养心殿（同治、光绪）。